# 李清 (嘉靖進士)
李清（1492年—16世紀），字介卿，號南橋，湖廣常德府龍陽縣人，明朝政治人物。

## 生平
李清擅長文學，曾跟隨湛若水學習，和蔣信等人友好，正德十四年（1519年）中舉人，嘉靖二年（1523年）成進士，獲授刑部郎中，外任吉安知府，有清操名聲。
嘉靖二十三年（1544年）正月，李清自四川布政使司右參政陞任浙江按察使，同年十一月再陞為四川右布政使，但在二十六年（1547年）因在都察院考察被評為政軟弱而被迫致仕，死後蔣信為他立墓誌銘，稱他「博寛坦夷，廉介不污，可知其人品格。」。

## 家族
曾祖李仁玉。祖父李暿，壽官。父李思文，教授。母高氏，继母林氏。具庆下。弟李淑。

## 引用
1. ↑  孔天胤《贈觀察使南橋李公陟蜀藩右轄序》
2. 1 2  光緒《龍陽縣志·卷十八·人物一》：李清，字介卿，思文子，嘉靖癸未進士。善屬文，受學湛甘泉，與蔣道林為友，及登第𫾻厯曹郎；尋擢比部郎，出守吉郡，兩任蜀藩有清操，監司徐公稱天下太守惟公一人。道林為之志曰：「公博寛而坦夷，廉介而不污，其人可知也。」 舊志
3. ↑  光緒《龍陽縣志·卷十六·選舉一》：正德十四年己卯科 解元沅陵唐愈賢 李清 見進士，傳詳名宿
4. ↑  《明世宗肅皇帝實錄·卷二百八十二》：（嘉靖二十三年正月）壬戌陞四川布政使司右參政李清、河南布政使司右參政李充濁俱為按察使……清、（周）南、（謝）九儀俱浙江……
5. ↑  《明世宗肅皇帝實錄·卷二百九十二》：（嘉靖二十三年十一月丙午）陞浙江按察使李清為四川右布政使……
6. ↑  《明世宗肅皇帝實錄·卷三百十九》：（嘉靖二十六年正月）丙寅吏部會同都察院考察天下諸司官老疾按察使郭日休等八人；罷輭布政司李清等八人；不謹布政司孫存等四十二人；貪酷布政使劉佐等十一人；才力不及布政使李充濁等三十人俱如例致仕、閒住為民降調有差。
7. ↑  龚延明主编 (编). . 宁波: 宁波出版社. 2016. ISBN 978-7-5526-2320-8. 《天一閣藏明代科舉錄選刊.登科錄》之《嘉靖二年癸未科進士登科録》